# Landelijke fietsroute 9
De NAP-route of LF9 is een LF-route in Nederland tussen Bad Nieuweschans en Utrecht, een route van ongeveer 357 kilometer. De route loopt ongeveer op de hoogte van het Normaal Amsterdams Peil (NAP). Ten westen van de route ligt het land onder het zeeniveau, ten oosten ervan erboven. Tot eind 2024 liep de route over 455 km door tot Breda waar deze aansloot op de LF13 Schelde-Rheinroute (onderdeel van de EuroVelo EV4 Midden-Europaroute). Sinds 2025 eindigt de route in Utrecht waar kan worden aangesloten op de LF4 Midden-Nederlandroute (onderdeel van de EuroVelo EV2 Hoofdstedenroute) en de LF Waterlinieroute. Het deel tussen Utrecht en Breda is verwijderd, in 2026 komt hier waarschijnlijk een nieuwe LF-route (werktitel LF Rijn-Limesroute).
Het fietspad loopt door de provincies Groningen, Friesland, Drenthe, Overijssel, Gelderland, Flevoland en Utrecht. Daardoor zijn er veel verschillende landschappen te zien.
De route van Bad Nieuweschans naar Utrecht heeft het nummer LF9a en de route van Utrecht naar Bad Nieuweschans LF9b.

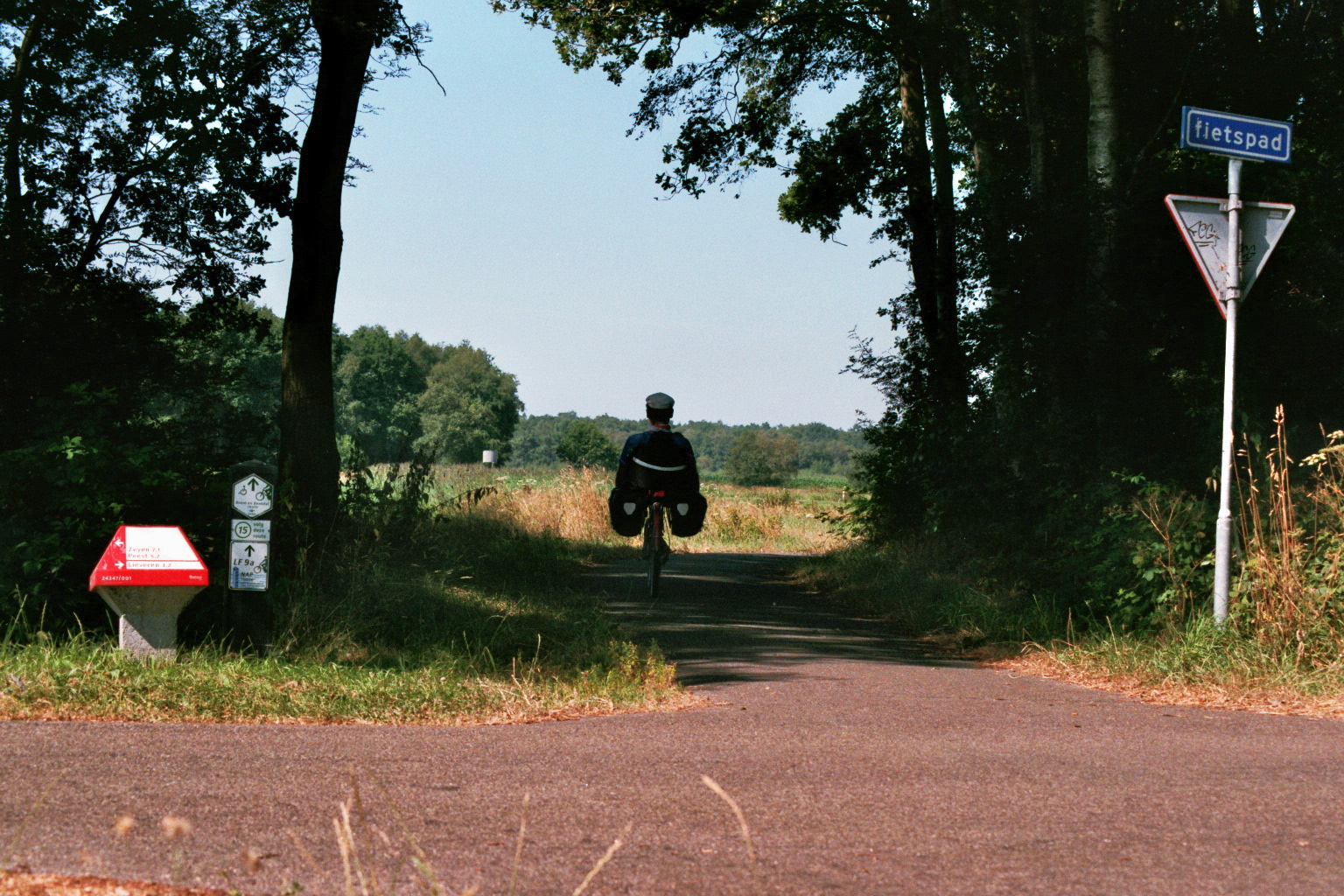
NAP-route bij het Oostervoortsche Diep nabij Norg

Voor de ontwikkeling van de icoonroutes sloot de route aan op diverse voormalige LF-routes, zoals de LF7, LF11, LF14, LF16,LF20 en LF23. Deze routes zijn echter komen te vervallen.

## Traject
De route start in Bad Nieuweschans. Hier kan worden aangesloten op de EuroVelo EV12 Noordzeeroute, de LF Kustroute en de D1 - Noordzeeroute in Duitsland. 
De route volgt kort de Westerwoldse Aa en kruist het B.L. Tijdenskanaal. Ook kruist ze het Veendiep en even verderop weer de Westerwoldse Aa. Na Blijham gaat de route door natuurgebied Tusschenwegen.
De route voert langs het grote natuurgebied 't Roegwold. In de stad Groningen kruist de route de LF14 Saksenroute.
De route gaat langs het Stadspark en buiten de stad door het natuurgebied Leekstermeergebied en gaat de provincie Drenthe binnen. 
Het gaat dwars door natuurgebied Fochteloërveen waarbij de grens met de provincie Friesland wordt overschreden. Vervolgens volgen de natuurgebieden Drents-Friese Wold & Leggelderveld en Nationaal Park Drents-Friese Wold en gaat het terug naar Drenthe.
In Drenthe gaat de route door natuurgebied Holtingerveld. Het gaat even door de provincie Overijssel en vervolgens weer Drenthe. Het volgende natuurgebied net na Meppel is Olde Maten & Veerslootslanden.
De route bereikt de provincie Overijssel en de rivier Zwarte Water en natuurgebied Uiterwaarden Zwarte Water en Vecht. 
Met een veerboot wordt de Overijsselse Vecht gekruist en in Zwolle is de kruising met de LF3 Hanzeroute. Na Zwolle gaat het met veerboot over de IJssel en komt de route in de provincie Gelderland.
In Elburg kruist de route de LF Zuiderzeeroute. Na oversteek van de Veluwerandmeren bevindt de route zich in de provincie Flevoland. Het gaat langs attractiepark Walibi Holland en door de natuurgebieden Kievitslanden, Harderbos en Harderbroek.
Tussen Zeewolde en Spakenburg loopt de route parallel met de LF Zuiderzeeroute. Inmiddels is de route dan via de provincie Gelderland in de provincie Utrecht terecht gekomen. Na Amersfoort volgt Boswachterij De Vuursche.
In de Utrechtse wijk Overvecht kruist de route de LF Waterlinieroute. In Utrecht sluit de route aan op de EuroVelo EV2 Hoofdstedenroute en de LF4 Midden-Nederlandroute. 

## Aansluitingen met Europese routes
- In Bad Nieuweschans kan worden aangesloten op de EuroVelo EV12 Noordzeeroute.
- In Bad Nieuweschans kan worden aangesloten op de Internationale Dollardroute.
- In Utrecht kan worden aangesloten op de EuroVelo EV2 Hoofdstedenroute.

## Aansluitingen met andere LF- of icoonroutes
- In Bad Nieuweschans sluit de route aan op de LF Kustroute.
- In Bad Nieuweschans sluit de route aan op de D1 Noordzeefietsroute.
- In Groningen kruist de route de LF14 Saksenroute.
- In Zwolle kruist de route de LF3 Hanzeroute.
- In Elburg kruist de route de LF Zuiderzeeroute.
- Tussen Zeewolde en Spakenburg loopt de route parallel met de LF Zuiderzeeroute.
- In de Utrechtse wijk Overvecht kruist de route de LF Waterlinieroute.
- In Utrecht kan worden aangesloten op de LF4 Midden-Nederlandroute.

## Aansluitingen met regionale routes
- Op elk willekeurig punt kan gebruik worden gemaakt van het fietsroutenetwerk ter plaatse.